# エトナ映画社
エトナ映画社（-えいがしゃ、1934年9月 設立 - 1935年4月 解散）は、かつて京都に存在した映画会社である。サイレント映画を主体に、トーキーも製作したが、半年という短命に終わった。

## 略歴・概要
かつて1925年（大正14年）に東亜キネマから独立した牧野省三が設立したマキノ・プロダクションが、等持院撮影所を東亜に譲り渡したさいに建設した御室撮影所を、同社の解散後、1932年（昭和7年）の正映マキノキネマや宝塚キネマが相次いで稼動させたが、いずれも解散した。
1934年（昭和9年）9月に田中伊助が出資して設立したのがこの「エトナ映画社」で、同撮影所を「エトナ映画京都撮影所」と改称して、映画を製作した。宝塚キネマから同地に残った後藤岱山や、市川右太衛門プロダクション（右太プロ）から来た稲葉蛟児といったマキノ・プロダクション出身の監督をかかえ、マキノの敏腕宣伝部長都村健を宣伝部長に迎えた。撮影部は1930年（昭和5年）にマキノ・プロダクションを大道具の河合広始とともに退社、太秦の双ヶ丘に撮影所を建設し「日本キネマ撮影所」を設立した田中十三とその一派の岸雅夫、脚本部は日活京都出身の野村雅延、俳優部は右太プロでは浅香麗三郎、河合映画製作社では燕東三郎と名乗った綾小路絃三郎、宝塚キネマから来た水原洋一や鳥人・高木新平、新興キネマの五十鈴桂子らが主力となった。
9本の映画を製作したが、設立半年後の1935年（昭和10年）4月には解散した。解散後の稲葉、後藤、綾野小路は極東映画社へ、田中はフリーランスに、水原はマキノ正博のマキノトーキー製作所へ、五十鈴は大都映画を経て極東へ、高木は地方巡業の旅に出た。宣伝部長の都村は通信合同社に入りジャーナリストの道を歩んだ。
同社が稼動した御室撮影所は、松竹キネマが接収し、松竹御室撮影所（しょうちくおむろさつえいじょ）となったが、同所で松竹キネマが製作したのは、伊藤大輔監督の『あさぎり峠』（1936年）のみであった。
2004年（平成16年）6月11日、同社の全容判明との記事が「京都新聞」に掲載された。

## データ
- 名称 エトナ映画社
- 所在地 京都市右京区花園天授ヶ丘（現在の同市同区花園天授ケ岡町）
- 代表 田中伊助
- 宣伝部長 都村健

## フィルモグラフィ
1934年
- 神崎東下り　監督後藤岱山、脚本野村雅延、原作吉田奈良丸#3代目、撮影田中十三、出演光岡竜三郎、楠武夫

1935年
- 霧隠忍術旅　監督各務二郎、原作桐葉亭豊念、脚本野村雅延、撮影岸雅夫、出演綾小路絃三郎、水原洋一、小川雪子
- 鉄の爪　監督後藤岱山、原作・脚本野村雅延、撮影田中十三、出演椿三四郎、石井寛治、松浦築枝、水原洋一、白川小夜子　※トーキー、プリント現存
- 黄金菩薩剣　監督稲葉蛟児、原作・脚本春日太郎、撮影大塚脩右、出演綾小路絃三郎、高木新平、片岡左衛門、五十鈴桂子、葛木香一
- 鬼伏せ頭巾　監督後藤岱山、原作村上浪六、脚本野村金吾、撮影田中十三、出演綾小路絃三郎、五十鈴桂子
- 義人長七郎　監督稲葉蛟児、原作沖津白浪、撮影岸雅夫、出演綾小路絃三郎、片岡千代太郎、高木新平、小川雪子、五十鈴桂子、楠武夫、石井寛治、
- 処女を護れ　監督後藤岱山、脚本野村雅延、撮影田中十三、出演五十鈴桂子、水原洋一

## 関連事項
- マキノ・プロダクション （牧野省三）
- 正映マキノキネマ （高村正次、立花良介）
- 宝塚キネマ （南喜三郎、高村正次）
- 御室
- 極東映画社
- ヘンリー・小谷[7]

## 註
1. 1 2 3 4  立命館大学衣笠キャンパスの「マキノ・プロジェクト」サイト内の「御室撮影所」の記述を参照。
2. ↑  『日本映画俳優全集・男優編』（キネマ旬報社、1979年）の「綾小路絃三郎」の項（p.21）を参照。同項執筆は奥田久司。
3. ↑  『日本映画俳優全集・男優編』（キネマ旬報社、1979年）の「高木新平」の項（p.311）を参照。同項執筆は田中純一郎・奥田久司。
4. ↑  立命館大学衣笠キャンパスの「マキノ・プロジェクト」サイト内の「マキノ映画都村健コレクション」の記述を参照。
5. ↑  あさぎり峠、日本映画データベース、2010年2月18日閲覧。
6. ↑  「「エトナ映画社」全容判明 70年前 御室撮影所で映画製作」（2004年6月11日付、京都新聞）、リンク切れ
7. ↑  西地域映画史聴き取り調査報告4 エトナ映画の軌跡